# Желязна (Скерневицький повіт)
Желязна (пол. Żelazna) — село в Польщі, у гміні Скерневиці Скерневицького повіту Лодзинського воєводства.
Населення — 284 особи (2011).
У 1975-1998 роках село належало до Скерневицького воєводства.

## Демографія
Демографічна структура станом на 31 березня 2011 року:
|          | Загалом | Допрацездатний вік | Працездатний вік | Постпрацездатний вік |
| -------- | ------- | ------------------ | ---------------- | -------------------- |
| Чоловіки | 143     | 24                 | 110              | 9                    |
| Жінки    | 141     | 27                 | 79               | 35                   |
| Разом    | 284     | 51                 | 189              | 44                   |